# Chaetaster
Chaetasteridae
Famille
Genre
Chaetaster, unique représentant de la famille des Chaetasteridae, est un genre d'étoiles de mer au sein de l'ordre des Valvatida.
Il s'agit d'un groupe très isolé, et l'un des plus basaux de cet ordre avec la famille des Odontasteridae. 

## Liste des espèces
Selon World Register of Marine Species (28 mai 2014) :
- Chaetaster longipes (Retzius, 1805) -- Méditerranée et Atlantique européen
- Chaetaster moorei Bell, 1894 -- Pacifique ouest (Mer de Chine et Nouvelle-Calédonie)
- Chaetaster nodosus Perrier, 1875 -- Caraïbes
- Chaetaster vestitus Koehler, 1910 -- Mer d'Andaman
- Chaetaster borealis Düben, 1845 (nomen nudum)

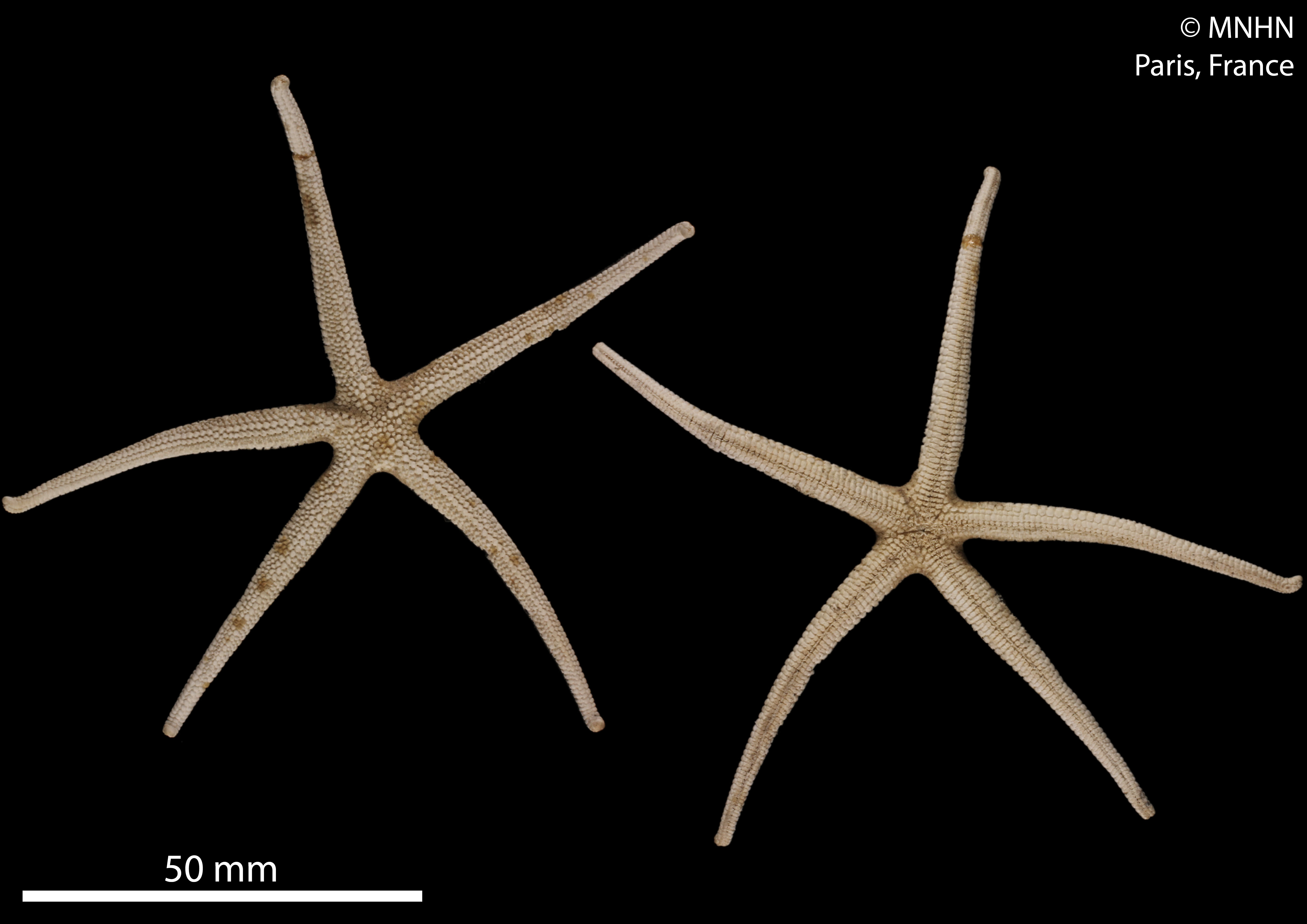
Chaetaster longipes (MNHN).
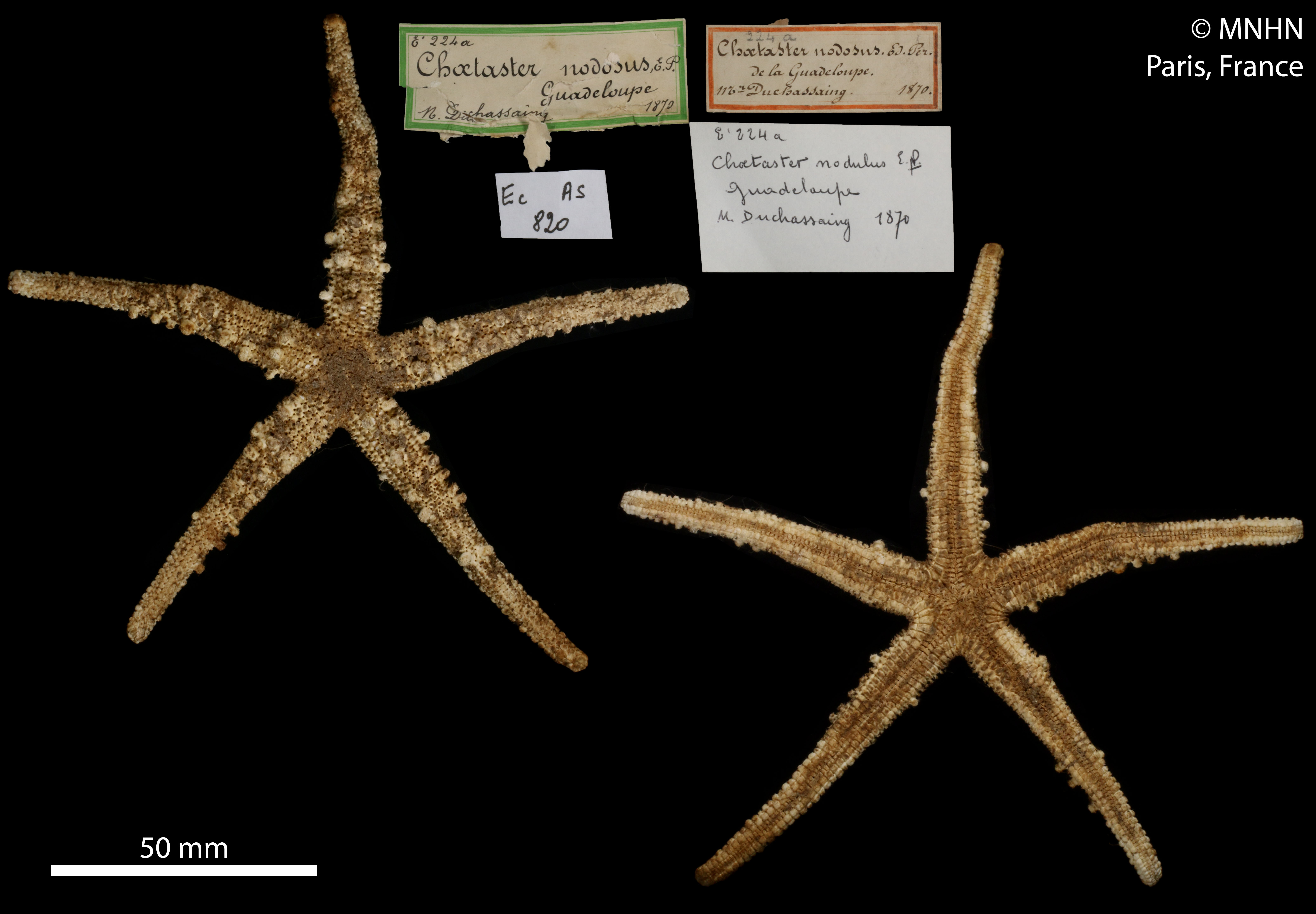
Chaetaster nodosus (MNHN).